# Кръсто Иванов
Кръсто Иванов е български революционер, деец на Вътрешната македоно-одринска революционна организация.

## Биография
Кръсто Иванов е роден през 1887 година в сярското село Ореховец, тогава в Османската империя. Присъединява се към ВМОРО и е четник на Дончо Лазаров. При избухването на Балканската война е доброволец в Македоно-одринското опълчение, в 14 воденска дружина.